# Kaplica cmentarna we Wrocławiu (Pilczyce)
Kaplica cmentarna – kaplica na Pilczycach na Nowym Cmentarzu Żydowskim we Wrocławiu. Zburzona w latach 60. XX wieku.

## Historia
Kaplica zbudowana została na cmentarzu żydowskim na początku XX wieku. Obok powstała kostnica i krużganki (obydwa obiekty przetrwały do dziś). Kaplica mogła pomieścić 300 osób siedzących i 100 stojących. Kaplica została zniszczona w czasie II wojny światowej i wyburzona w latach 60. XX wieku.